# Izak Salomons
Izak Salomons (Amsterdam, 1 juni 1938 – aldaar, 28 mei 2025) was een Nederlands (restauratie)architect en journalist op het gebied van de architectuur.

## Privé

### Afkomst
Izak was zoon van Luise Rom (Zürich, 21 januari 1907–26 december 1987) en de Amsterdammer Abraham (Bram) Salomons (28 november 1893–28 maart 1979). Hij was eerder getrouwd geweest met Gertrude, die vlak na hun huwelijk in 1927 overleed. Luise Salomons-Rom beviel in december 1929 en januari 1935 van dochters. Hij was secretaris van het opperrabinaat en was vanaf zijn jeugd tot kort voor zijn dood intensief betrokken bij het joods jeugdwerk in Amsterdam en Israël. Blijkens een familiebericht uit 1969 woonden ze toen in de Molenbeekstraat.

### Huwelijk en gezin
Izak was getrouwd met Cootje (Coby) Lefeber (1937-2023). Zoon Paul Salomons werd ook architect. Dochter professor doctor Gajja Salomons werkt(e) aan de Vrije Universiteit Amsterdam op het gebied van gezondheid.

## Architectuur
Salomons kreeg zijn beroepsopleiding aan de Technische Hogeschool Delft. Hij studeerde er in 1968 af met een ontwerp voor het metrostation Weesperplein. Hij werd docent (architectonisch ontwerp tot 1997 en civiele techniek tot 2010). Hij was van de generatie opgeleid door Jaap Bakema, waaronder Herman Hertzberger en Wiek Röling.
Van zijn werk is niet veel bekend, het was meest op kleine schaal. Er zijn gebouwen van hem te vinden in de Jordaan, het (gedeeltelijk) behoud van de Tugelablokken in Oost en de Staatsliedenbuurt. Meest bekend was zijn werk bij de renovatie van de Synagoge Gerard Doustraat en de Alkmaarse synagoge. Hij schreef over architectuur voor Het Parool (1968-1988) en Forum (1980-1983). Ook nam hij deel aan het protestboekje Delftse School (commentaar op de bouwstijl Delftse School).

## Tweede Wereldoorlog
Die laatste werkzaamheden verrichtte hij voor de Joodse gemeenschap in Amsterdam. Zelf geboren binnen een Joods gezin, viel dat prooi aan de razzia tijdens het nazi-regime tijdens de Duitse bezetting van Nederland tijdens de Tweede Wereldoorlog. Het gezin (twee ouders, drie zusjes (Trudy, Mirjam en Riwka) en Izak) werd in 1943 vanaf het Daniël Willinkplein (waar ook Izaks kleuterschool stond) gedeporteerd naar Kamp Westerbork en een jaar later doorgevoerd naar Bergen-Belsen. Ze hadden wel overwogen om onder te duiken, maar dat was voor dat gezin financieel niet haalbaar. Omdat het gezin Zuid-Amerikaanse paspoorten had bemachtigd, werd het gezin begin 1945 naar een interneringskamp te Biberach. Het gehele gezin wist de oorlog te overleven, terwijl de uitgebreidere familie geheel was omgebracht. Izak Salomons viel na de oorlog van zijn geloof; zijn vader bleef, na in de oorlog enige tijd gewerkt te hebben voor de Joodse Raad voor Amsterdam, na de oorlog wel betrokken binnen het geloof en spande zich voornamelijk in voor de Joodse jeugd (Tikwatenoe), het opperrabbinaat en Joods Nationaal Fonds. Izak vertelde regelmatig (tot twee maanden voor zijn dood) over zijn leven in de kampen als ook het leven vlak daarna, bijvoorbeeld in het NOS Jeugdjournaal. Van zijn hand kwam het geschrift In blauwe trams en groene barakken (in blue trams and green baracks). Izak Salomons was een van de geïnterviewden voor het boek Verdwenen stad van Guus Luijters (ook van Het Parool) en Willy Lindwer.
Hij overleed op 86-jarige leeftijd aan de gevolgen van een hersentumor.
- Bibsys: 32187
- International Standard Name Identifier: 0000 0003 9412 8912
- Nationale Bibliotheek van Israël: 987007396568405171
- Nederlandse Thesaurus van Auteursnamen: 181969998
- Système universitaire de documentation: 237186365
- Virtual International Authority File: 26163994430601831269